# Holehouse Tarn
Der Holehouse Tarn ist ein See im Lake District, Cumbria, England.
Der Holehouse Tarn liegt südlich des Gipfels des Stainton Pike. Der See hat keinen erkennbaren Zufluss. Sein unbenannter Abfluss an der Westseite mündet in den Holehouse Gill.